# Brede Hangeland
Brede Paulsen Hangeland (* 20. Juni 1981 in Houston, Texas, Vereinigte Staaten) ist ein ehemaliger norwegischer Fußballspieler.

## Karriere
Der 1,95 m große Innenverteidiger begann seine Karriere beim FK Vidar, für den er bis 2000 spielte. Im Januar dieses Jahres verpflichtete ihn Viking Stavanger, einer der Topklubs des Landes.  Hier war er über fünf Jahre lang im Abwehrzentrum eingesetzt. Seine Leistungen machten zunächst einige regionale Klubs sowie vor allem den dänischen Rekordmeister FC Kopenhagen auf ihn aufmerksam. Letztlich wurde er von den Dänen für eine nicht bekannte Ablösesumme verpflichtet. Mit seinem neuen Klub nahm er an der UEFA Champions League teil, wo er jedoch als Letzter in der Gruppe hinter Manchester United, Benfica Lissabon und Celtic Glasgow abschloss. Er war bei allen sechs Vorrundenspielen dabei, konnte jedoch nicht die Niederlagen seines Vereins verhindern. Sein einziges Tor für die Kopenhagener schoss er in der Champions-League-Qualifikation gegen Ajax Amsterdam aus den Niederlanden. Bisher konnte Hangeland einen Titel gewinnen, nämlich die nationale Meisterschaft mit dem FC Kopenhagen.
Seit Januar 2008 spielt er für den FC Fulham. Mit den Cottagers erreichte er in der Europa League 2009/10 das Finale. Im Juni 2014 wurde der noch bis 2015 laufende Vertrag mit Hangeland aufgelöst. Daraufhin wechselte er für ein Jahr zu Crystal Palace. Im August 2016 verkündete er seinen Rücktritt als aktiver Spieler.
Zudem zählte Hangeland im Nationalteam Norwegens zu den Stammkräften. Er bestritt 91 Länderspiele, in denen er auch als Kapitän eingesetzt wurde. Er konnte dabei vier Tore erzielen.
2010 zeichnete ihn die norwegische Sportlergewerkschaft NISO als Fußballer des Jahres aus.